# Allanagrus montanus
Allanagrus montanus is een vliesvleugelig insect uit de familie Mymaridae. De wetenschappelijke naam is voor het eerst geldig gepubliceerd in 2017 door Manickavasagam & Palanivel.